# Ла Сур (окръг, Минесота)
Окръг Ла Сур (на английски: Le Sueur County) е окръг в щата Минесота, Съединени американски щати. Площта му е 1228 km², а населението - 25 426 души (2000). Административен център е град Ла Сентър.